# Helmut Maximilian Gruber-Ballehr

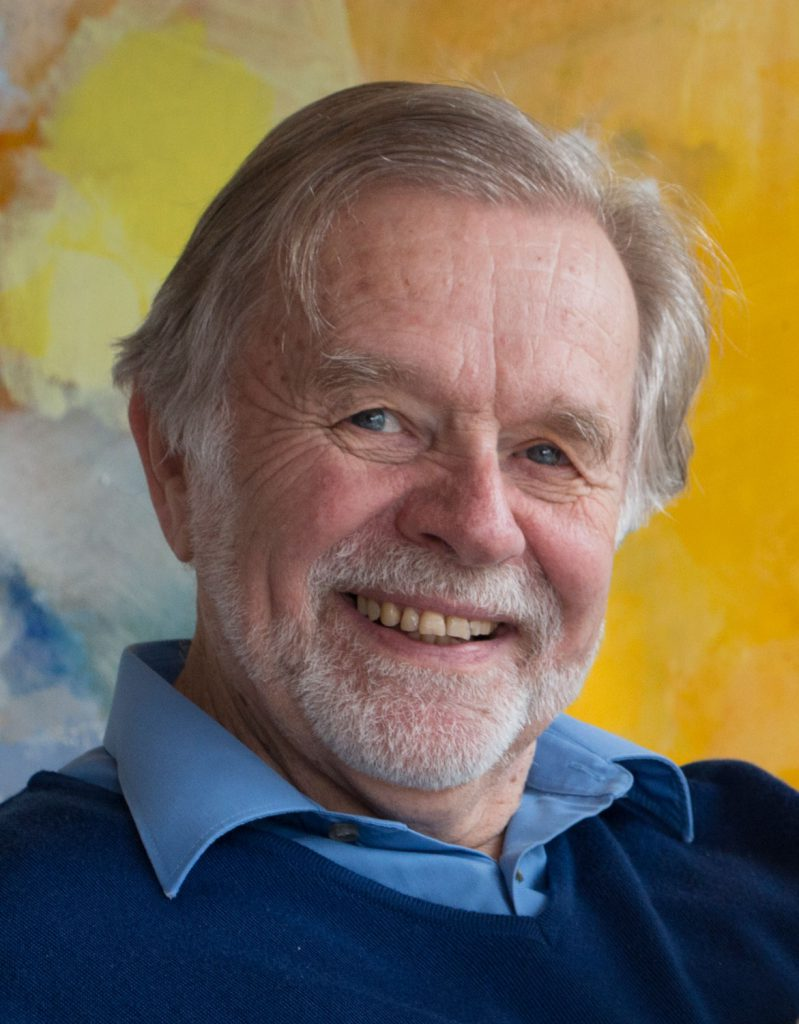
Helmut Maximilian Gruber-Ballehr

Helmut Maximilian Gruber-Ballehr (Künstlername Ballehr; * 21. Juni 1939 in München; † 19. August 2023 in Schwäbisch Gmünd) war ein deutscher Maler, Grafiker und Kunsthistoriker. Er lebte und arbeitete in Schwäbisch Gmünd.

## Leben
Helmut Maximilian Gruber-Ballehr wuchs in Neumarkt-Sankt Veit auf. Ab 1962 studierte er an der Staatlichen Akademie der Bildenden Künste Stuttgart bei Hugo Peters, Christoff Schellenberger, Rudolf Yelin und Hans Fegers und legte dort 1966 das Staatsexamen ab.
Von 1966 bis 1972 studierte er Kunstgeschichte an der Eberhard Karls Universität Tübingen bei Günter Bandmann, Georg Scheja und Donat de Chapeau Rouge. Seine Promotion erfolgte 1978 mit einer Dissertation zum Thema Die Bauten der Museums- und Harmoniegesellschaften in Südwest-Deutschland. Studien zum Gesellschaftsbau im 19. Jahrhundert.
Von 1972 bis 1980 lehrte er an der Pädagogischen Hochschule Schwäbisch Gmünd. Ab 1980 folgte eine Lehrtätigkeit an Gymnasien. Seit 2004 war er freischaffender Maler, Graphiker und Kunsthistoriker.
Seine Studienreisen führten ihn nach England, Frankreich, Italien, Spanien, Griechenland, Norwegen, China, Ägypten, Usbekistan und Japan. Künstlerische Austausche mit längeren Aufenthalten erlebte er in Duschanbe (Tadschikistan) und als Artist in Residence in Székesfehérvár (Ungarn) und Bethlehem (USA).
Ballehr entwickelte 2013 die Idee des Gmünder Stauferfrieses. Dieses 60 Meter lange in Edelstahl geschnittene Kunstwerk stellt den Einzug des letzten Staufers Konradin in Gmünd im Jahre 1266 dar. Die Montage des Frieses begann im Juli 2022 mit einem 33 Meter langen Teilabschnitt. Die Fertigstellung im Mai 2024 erlebte der Künstler nicht mehr.
Gruber-Ballehr war verheiratet und hatte drei Kinder.
Er starb am 19. August 2023 im Alter von 84 Jahren.

## Ausstellungen (Auswahl)
- 1980: Kunstverein, Stuttgart
- 1982: Kunstforum, Bad Cannstatt
- 1983: Galerie Johanning, Mannheim
- 1986: Wettbewerb, Köngen
- 1987: Haus der Kunst, München
- 1988: Verband Bildender Künstler Württemberg, Osnabrück
- 1988: Kunstgebäude, Duschanbe (Tadschikistan)
- 1988: Haus der Freundschaft, Moskau (Russland)
- 1989: Forum II, München
- 1990: Galerie Kanold und Tallen, München
- 1991: Galerie Videmus, Freiburg im Breisgau
- 1992: Lukaskirche, München
- 1993: Teehaus, München
- 1993: Martinskirche, Sindelfingen
- 1995: Reichenauer Künstlertage, Insel Reichenau
- 1996: Kloster Schöntal
- 1998: Kunstverein, Ellwangen (Jagst)
- 1999: Johanniskirche, Schwäbisch Gmünd
- 2001: Kulturzentrum, Bethlehem (USA)
- 2003: Merkurbank, München
- 2006: Städtische Galerie, Székesfehérvár (Ungarn)
- 2007: Herz-Jesu-Kirche, Stuttgart
- 2008: Rathausgalerie, Aalen
- 2010: Galerie Kanold und Tallen, München
- 2012: Münster St. Paul, Esslingen am Neckar
- 2013: „Forum Gold und Silber“, Schwäbisch Gmünd
- 2014: Kornhaus, Galerie des Gmünder Kunstvereins, Schwäbisch Gmünd
- 2017: Jahresausstellung Kunstverein, Schwäbisch Gmünd
- 2019: Museum im Prediger, Schwäbisch Gmünd
- 2019: Villa Seitz, Schwäbisch Gmünd

## Galerie

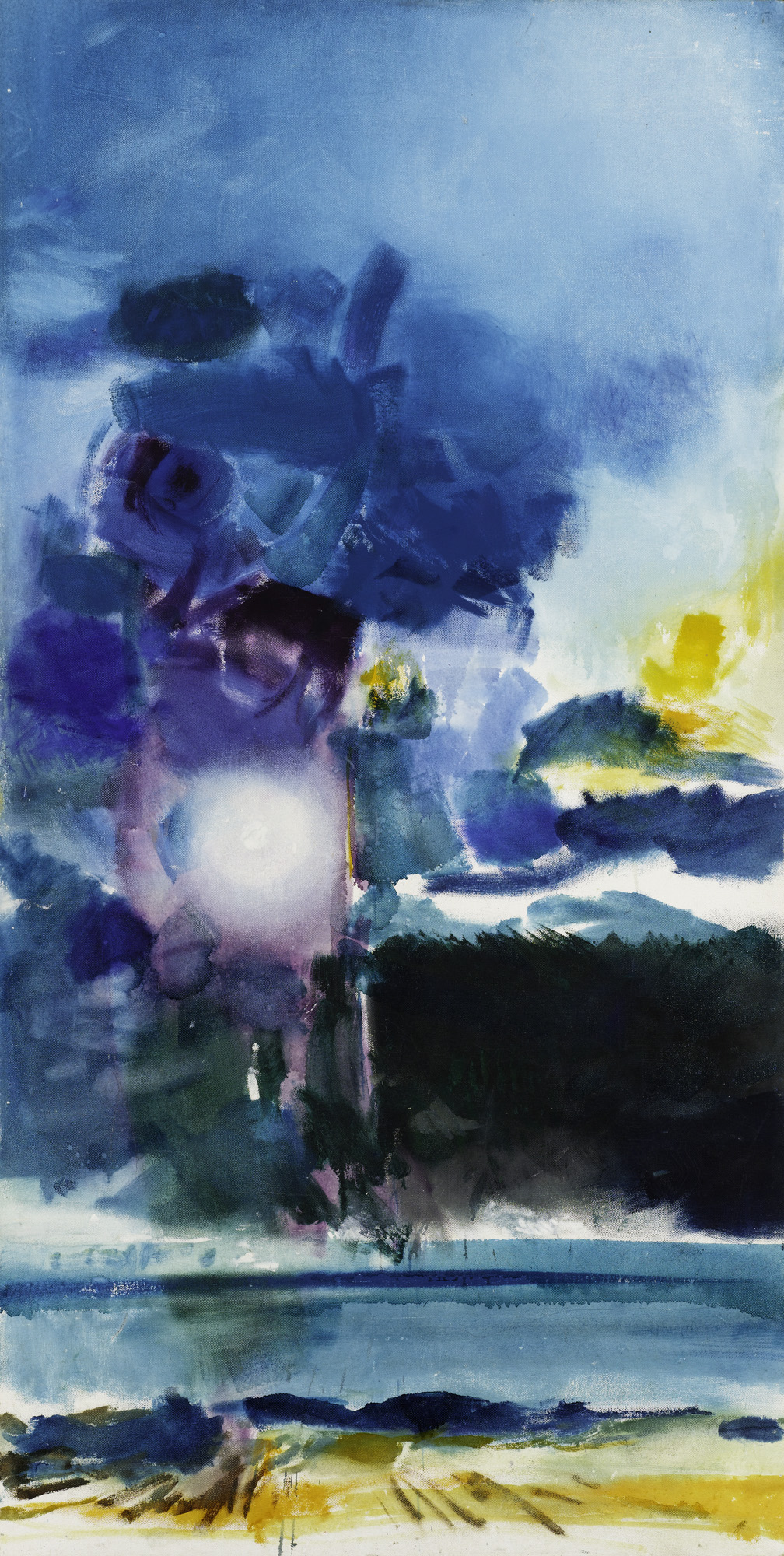
Abschied des Lichts, Öl auf Leinwand, 1980, 100 × 200 cm
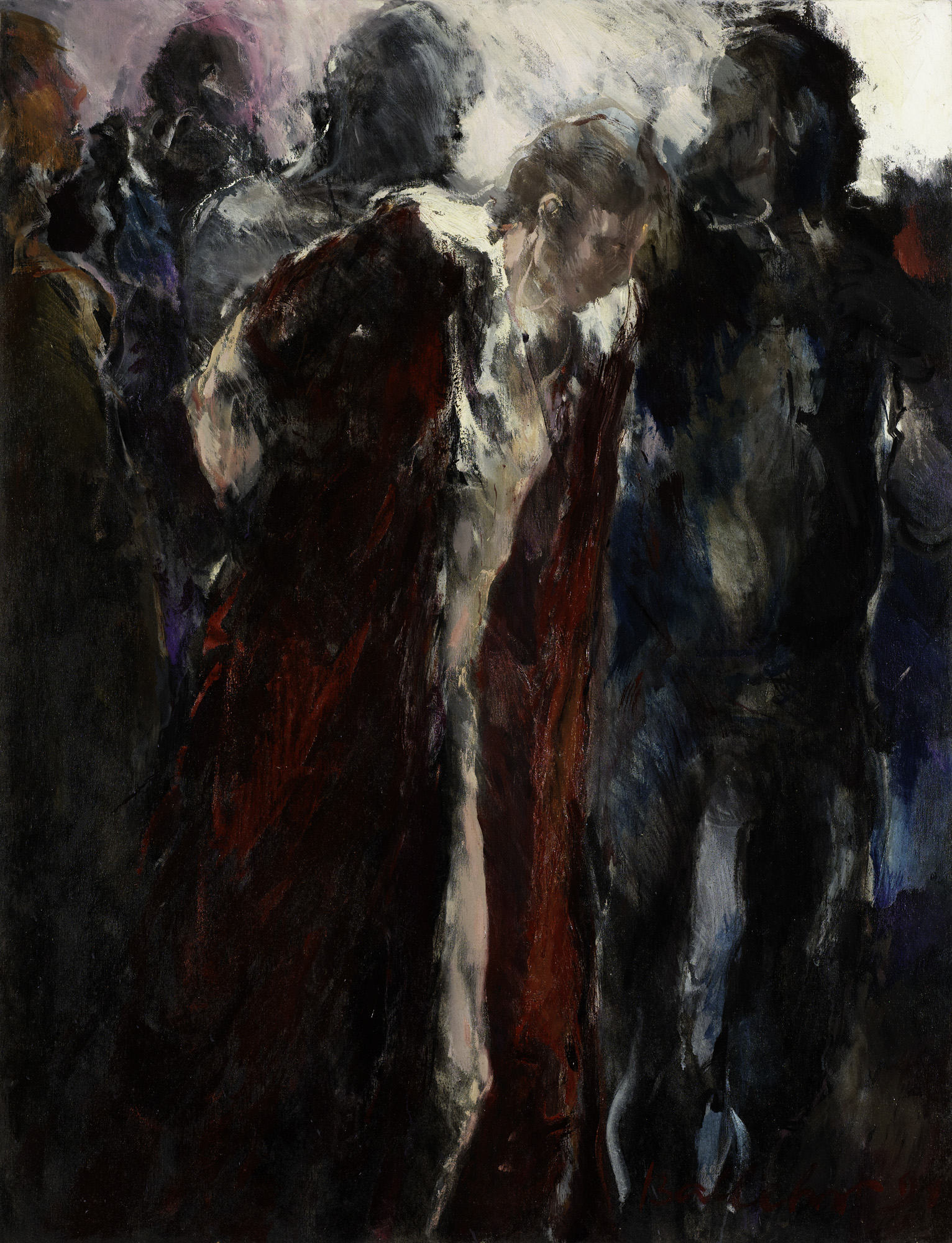
Im Königsmantel, Öl auf Leinwand, 1991, 100 × 130 cm
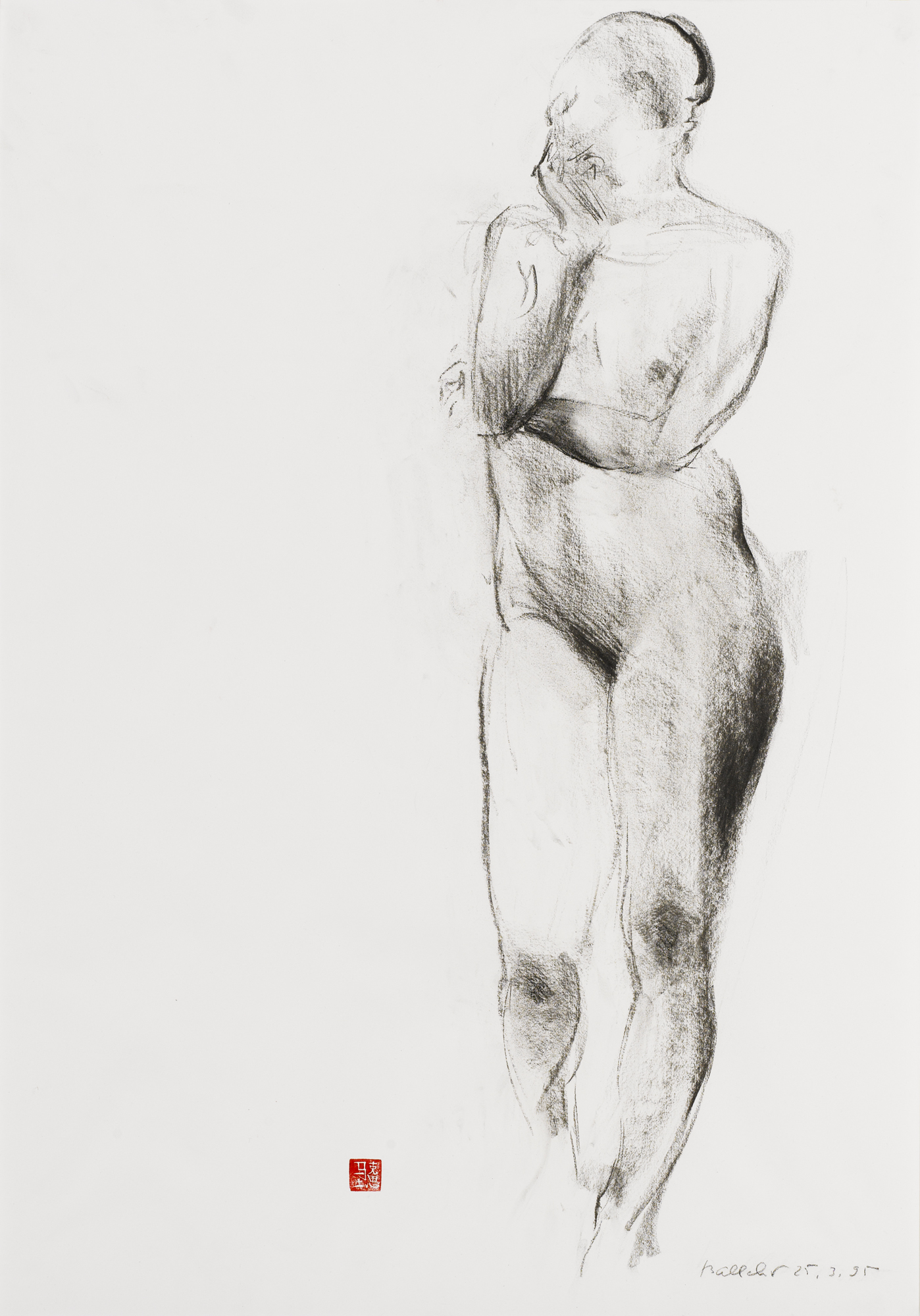
Weiblicher Akt, Kreide auf Papier, 1995, 70 ×100 cm
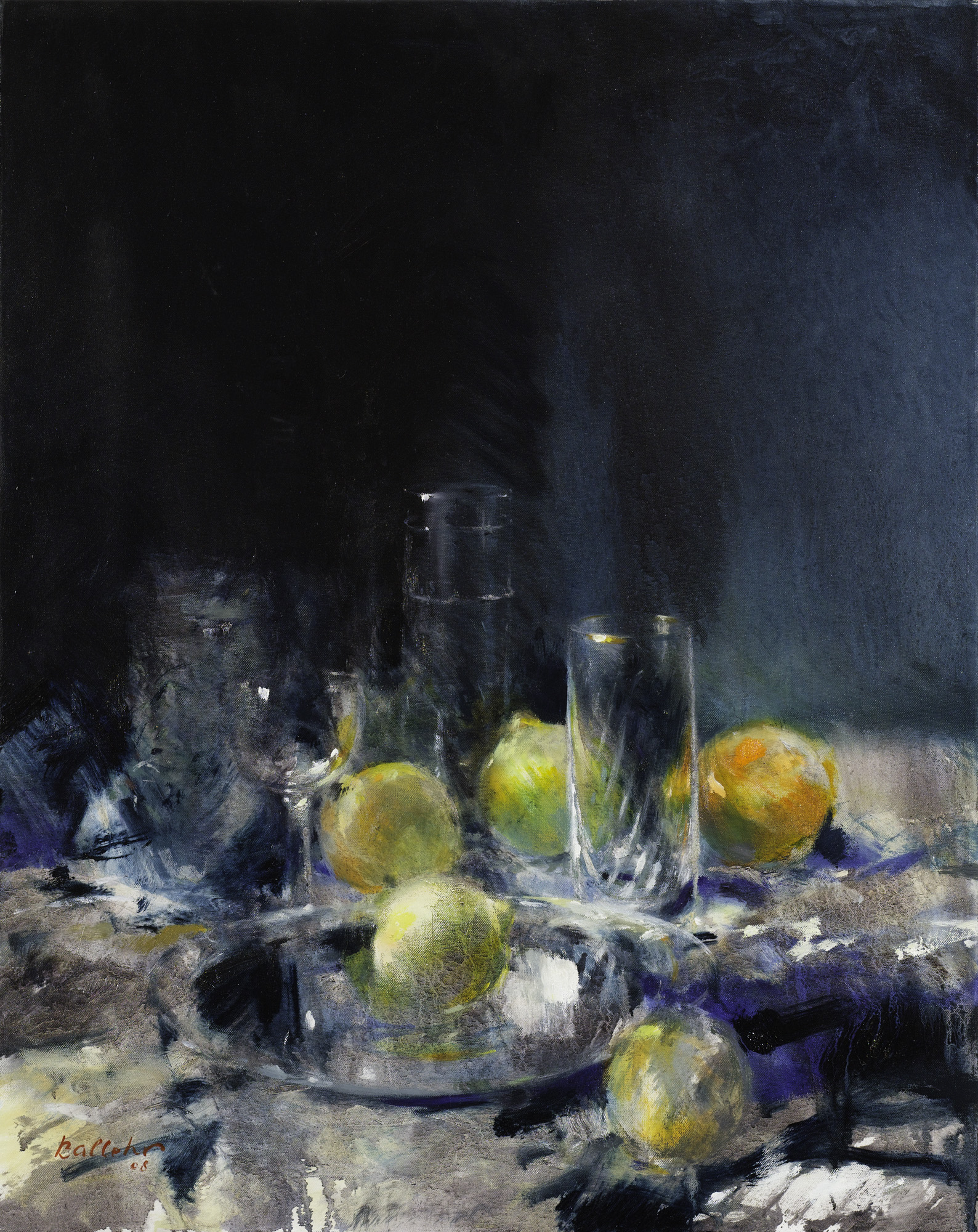
Licht nichts als Licht, Öl auf Leinwand, 2008, 80 × 100 cm
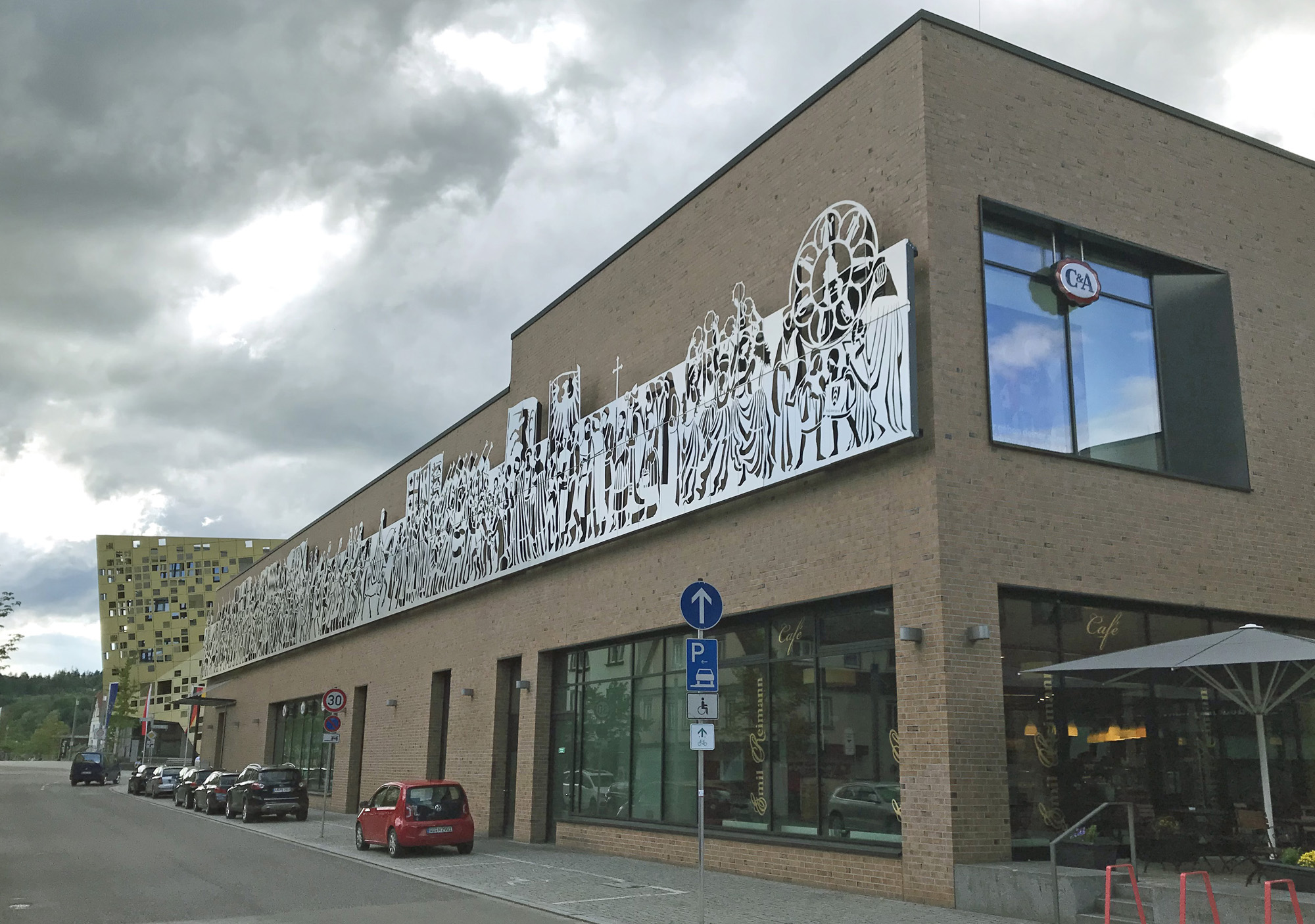
Stauferfries, Edelstahl, 2024, 60 × 4 m

## Publikationen
- Die Bauten der Museums- und Harmoniegesellschaften in Südwest-Deutschland, Studien zum Gesellschaftsbau im 19. Jahrhundert. Tübingen 1981.
- mit Gabriele Holthuis (Hrsg.): Ballehr – Dichte und Licht. Einhorn-Verlag, Schwäbisch Gmünd 2011, ISBN 978-3-93637368-4.
- Stauferfries e. V. (Hrsg.): Ballehr: Der Stauferfries. Schwäbisch Gmünd 2019 (2. Auflage)